# Chata za wsią
Chata za wsią – powieść Józefa Ignacego Kraszewskiego powstała w 1842 roku.
W latach 1853–1854 ukazywała się w odcinkach w „Bibliotece Warszawskiej”. W wersji książkowej ukazała się po raz pierwszy w latach 1854–1855 w trzytomowym wydaniu petersburskim w wydawnictwie B. M. Wolffa. Należąc do grupy powieści ludowych, porusza kwestię dyskryminacji społeczności cygańskiej. Zaliczana do najpoczytniejszych powieści Kraszewskiego, kilkakrotnie była adaptowana na potrzeby teatru, opery i filmu. Została przetłumaczona na język białoruski, rosyjski, francuski, czeski, niemiecki, słoweński i ukraiński.

## Fabuła

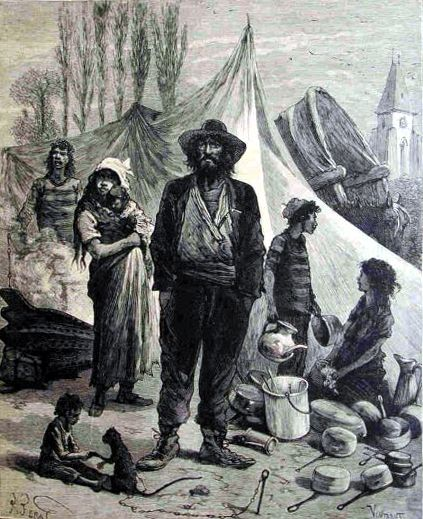
Tabor cygański

Powieść opowiada o nieszczęśliwych losach małżeństwa Cygana Tumrego z córką wiejskiego gospodarza Lepiuka – Motruną. Tumry porzuca wędrowny tryb życia i dla ukochanej postanawia osiąść we wsi i zająć się kowalstwem. Jednak związek dziewczyny z Cyganem jest negatywnie oceniany przez jej ojca, który przeklina córkę i nastawia wrogo do młodych całą wiejską społeczność. Kiedy pierwsza postawiona przez Cygana przy cmentarzu lepianka zostaje podpalona przez zawistnego ojca Motruny, Tumry podejmuje się odbudowy domostwa. Małżonkowie są dyskryminowani, wieś odmawia im wszelkiej pomocy, wsparcie okazuje im jedynie francuska kochanka, późniejsza żona dziedzica wioski – Adama, która jednak rychło umiera.
Gdy do wsi wracają Cyganie, a wpływy u dziedzica odzyskuje jego dawna cygańska kochanka Aza, pomoc ze strony dworu ustaje. Widok Azy, która niegdyś nie była obojętna Tumremu, budzi w nim tajoną zazdrość. Skrajna nędza i wewnętrzne rozterki sercowe prowadzą go do samobójczej śmierci.
Wdową i jej córeczką Marysią zajmuje się upośledzony Janek, a potem uboga znachorka Sołoducha. Motruna jednak umiera, a jej dwunastoletnia córka, wspierana przez Sołoduchę i jej niewidomego męża Rataja, przejmuje opiekę nad gospodarstwem rodziców. Zagrodowy szlachcic Tomko Choiński, przejęty dobrocią i silnym charakterem dziewczyny, bierze ślub z Marysia.
Powieść charakteryzuje się dużym realizmem w oddaniu mentalności, obyczajów i życia społeczności wiejskiej i cygańskiej (z wykorzystaniem ich słownictwa), a także trafnymi obserwacjami społecznymi.

## Adaptacje
W 1884 roku Chata za wsią została zaadaptowana przez Gabrielę Zapolską na potrzeby teatru. Na motywach powieści oparł Alfred Nossig libretto opery Ignacego Paderewskiego Manru (1901). W 1926 w oparciu o książkę Kraszewskiego powstał film w reżyserii Artura Twardyjewicza Cyganka Aza.